# 天主教北阿拉伯宗座代牧區
天主教北阿拉伯宗座代牧區（拉丁語：Vicariatus Apostolicus Arabiae Septentrionalis）是羅馬天主教會以北阿拉伯半島的巴林為中心的一個宗座代牧區。它涵蓋的國家包括：巴林、科威特、卡塔爾和沙特阿拉伯。但沙特阿拉伯現時還沒有教堂。代牧是意大利的卡米洛巴林（意大利語：Camillo Ballin ）主教MCCJ。

## 現況

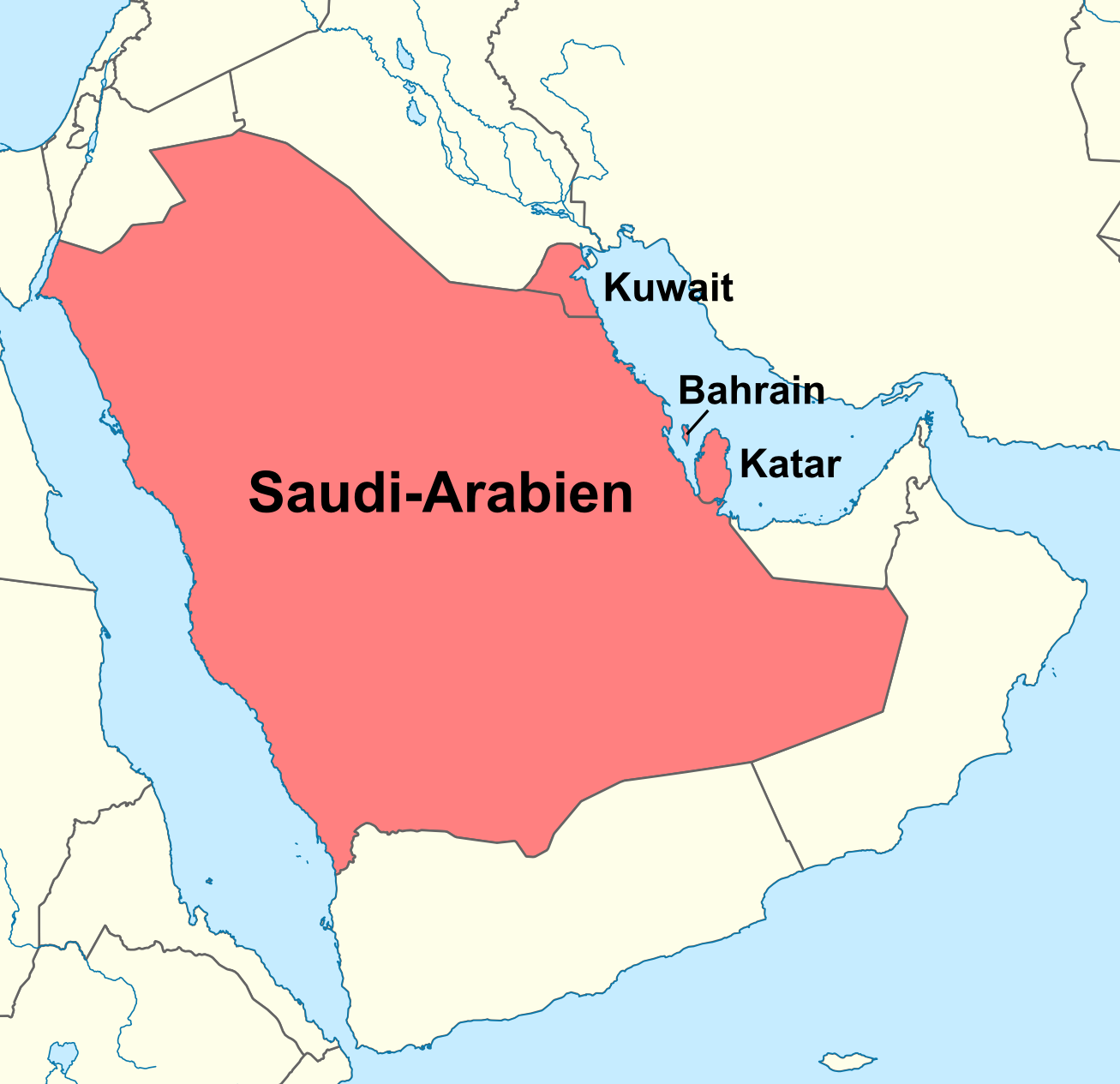
北阿拉伯宗座代牧區管轄範圍圖

現時代牧區分別有信徒巴林8萬、科威特35萬、卡塔爾20萬至30萬、沙特阿拉伯100萬。80%為拉丁禮信徒，其餘為東儀天主教會。

## 歷史
以前為阿拉伯宗座代牧區的一部分。於1953年，代牧區成立，名為科威特宗座代牧區。在2011年，一些阿拉伯宗座代牧區管理地區被轉移到該科威特宗座代牧區，而且兩個代牧區改名為天主教北阿拉伯宗座代牧區和天主教南阿拉伯宗座代牧區。
2012年8月，代牧區總部從科威特移到巴林，因為巴林鄰近沙特阿拉伯，在那裡有大量的信徒生活。而轉移的另一個原因是巴林有一個更寬鬆的簽證政策。

## 教堂
- 科威特聖家堂（英語：Holy Family Cathedral of Kuwait）
- 巴林聖心堂（英語：Sacred Heart Church of Bahrain）
- 卡塔爾聖母玫瑰堂（英語：Our Lady of the Rosary Church of Qatar）

## 外部連結
- 天主教北阿拉伯宗座代牧區 （页面存档备份，存于）